# Yak-7戰鬥機
Yak-7戰鬥機由Yak-1的基礎上發展起來的雙座教練機Yak-7UTI，1941年被改成單座戰鬥機，把原先的後座位改為一個80升燃料箱，武裝方面也在螺旋槳軸中加上一門20毫米口徑機炮
Yak-7由於有較多燃料載量，故航程較遠，能作為長程護戰鬥機和長程戰鬥轟炸機使用

## 基本資料
- 乘員:1人

- 全長:8.5米

- 翼展:10米

- 全高:2.75米

- 空重:2,477公斤

- 載重:2,960公斤

- 最快速度:560公里/小時

- 航程:643公里

- 昇限:9,250米

- 發動機:一部水冷式發動機(1,050匹馬力)

- 武裝:1門20毫米口徑機炮+2挺7.62毫米口徑機槍（A型）、12.7毫米口徑機槍（B型）

## 主要型號
- Yak-7A

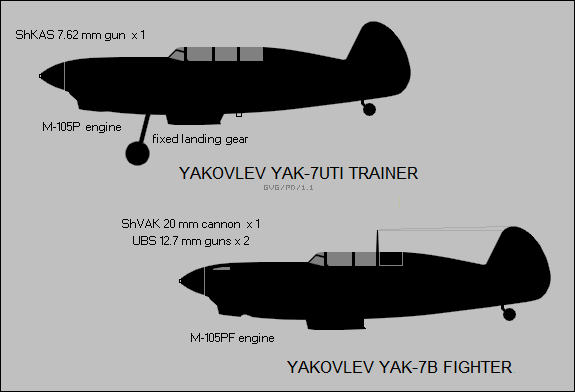

由Yak-7UTI雙座教練機改造的早期型，此型生產了277架
- Yak-7B

發動機馬力由1050匹增加至1,150匹，此型生產了5,381架
- Yak-7D

Yak-7的長程實驗機，只有一架，可以飛行6小時半，航程達2,285公里，由此發展出Yak-7DI成為Yak-9的原型機

## 使用國家
- 苏联
- 法國
- 保加利亚
- 南斯拉夫
- 匈牙利
- 波蘭
- 蒙古国

## 外部連結
- 心在天山-蘇聯雅克-7飛機簡史 （页面存档备份，存于）
- Yakovlev Yak-7 description on aviation.ru
- Yakovlev fighters （页面存档备份，存于）